# Zvonko Posavec
Zvonko Posavec (Rakovec, 15. studenoga 1936.), hrvatski akademik.

## Životopis
Redoviti je član Hrvatske akademije znanosti i umjetnosti.